# شون كولينز (لاعب هوكي جليد)
شون كولينز هو لاعب هوكي جليد كندي، ولد في 29 ديسمبر 1988 في ساسكاتون في كندا.

## وصلات خارجية
- شون كولينز على موقع دوري الهوكي الوطني (الإنجليزية)
- شون كولينز على موقع EliteProspects.com (الإنجليزية)
- شون كولينز على موقع Eurohockey.com (الإنجليزية)
- شون كولينز على موقع HockeyDB.com (الإنجليزية)
- شون كولينز على موقع Hockey-Reference.com (الإنجليزية)